# 富田駅 (栃木県)
富田駅（とみたえき）は、栃木県足利市駒場町にある、東日本旅客鉄道（JR東日本）両毛線の駅である。

## 概要
足利市東部富田地区（旧・足利郡富田村）に位置する。
2018年4月1日にあしかがフラワーパーク駅が開業するまでは、当駅があしかがフラワーパークの最寄り駅だったため、臨時快速列車「あしかが大藤まつり号」の停車駅となっており、あしかがフラワーパーク駅新設後も停車は継続されている。
みどりの窓口で発売される当駅発着の乗車券は、三重県四日市市にある関西本線の富田駅（こちらは「とみだ」と読む）と区別するため、（両）富田と表示される。
以前は、当駅 - あしかがフラワーパーク駅間ではSuica等の交通系ICカードで乗車出来なかったが、2020年3月14日にあしかがフラワーパーク駅と同一の運賃・料金の適用を取止めることにより、当駅 - あしかがフラワーパーク駅間でSuicaなどの交通系ICカードが利用可能となっている。

## 歴史

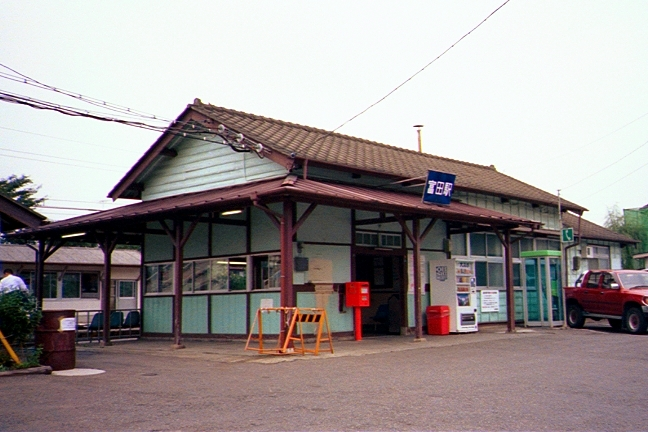
旧駅舎（1996年10月）

- 1893年（明治26年）2月18日：両毛鉄道の駅として開設[1][2]。
- 1897年（明治30年）1月1日：日本鉄道に譲渡。
- 1906年（明治39年）11月1日：日本鉄道国有化[2][2]、官設鉄道に移管。
- 1915年（大正4年）4月28日：赤見軽便鉄道（富田 - 出流原）開業。
- 1927年（昭和2年）10月20日：赤見軽便鉄道廃止。
- 1949年（昭和24年）6月1日：公共企業体日本国有鉄道（国鉄）発足に伴い、その所属となる。
- 1961年（昭和36年）9月1日：貨物取扱廃止[2]。
- 1984年（昭和59年）2月1日：荷物扱い廃止[2]。
- 1985年（昭和60年）3月14日：無人駅化[6]。以降1990年ごろまで要員機動センター職員による特別改札実施駅となる。
- 1987年（昭和62年）4月1日：国鉄分割民営化に伴い、東日本旅客鉄道（JR東日本）の駅となる[2]。
- 1999年（平成11年）3月：新駅舎完成。
- 2001年（平成13年）11月18日：ICカード「Suica」供用開始。
- 2007年（平成19年）：新トイレが完成（駅舎と一体化）。
- 2013年（平成25年）11月：2番線にホーム待合所完成。
- 2018年（平成30年）
  - 3月20日：この日より終日無人駅化。
  - 4月1日：足利駅との間にあしかがフラワーパーク駅が新設[3]。運賃計算上は、当駅と同一扱いとなる[3]。
- 2020年（令和2年）3月14日：あしかがフラワーパーク駅と同一の運賃・料金の適用を取止め[5]。

## 駅構造
相対式ホーム2面2線を有する列車交換可能な地上駅。ホーム間は跨線橋で連絡している。以前は単式・島式今後2面3線だったが、島式ホーム外側（3番線）の線路と架線は撤去されている。
足利駅管理の無人駅。Suica・PASMOの簡易改札機、自動精算機設置。

### のりば
| 番線 | 路線    | 方向 | 行先                 |
| ---- | ------- | ---- | -------------------- |
| 1    | ■両毛線 | 上り | 足利・桐生・高崎方面 |
| 2    | ■両毛線 | 下り | 佐野・小山方面       |

（出典：JR東日本:駅構内図）

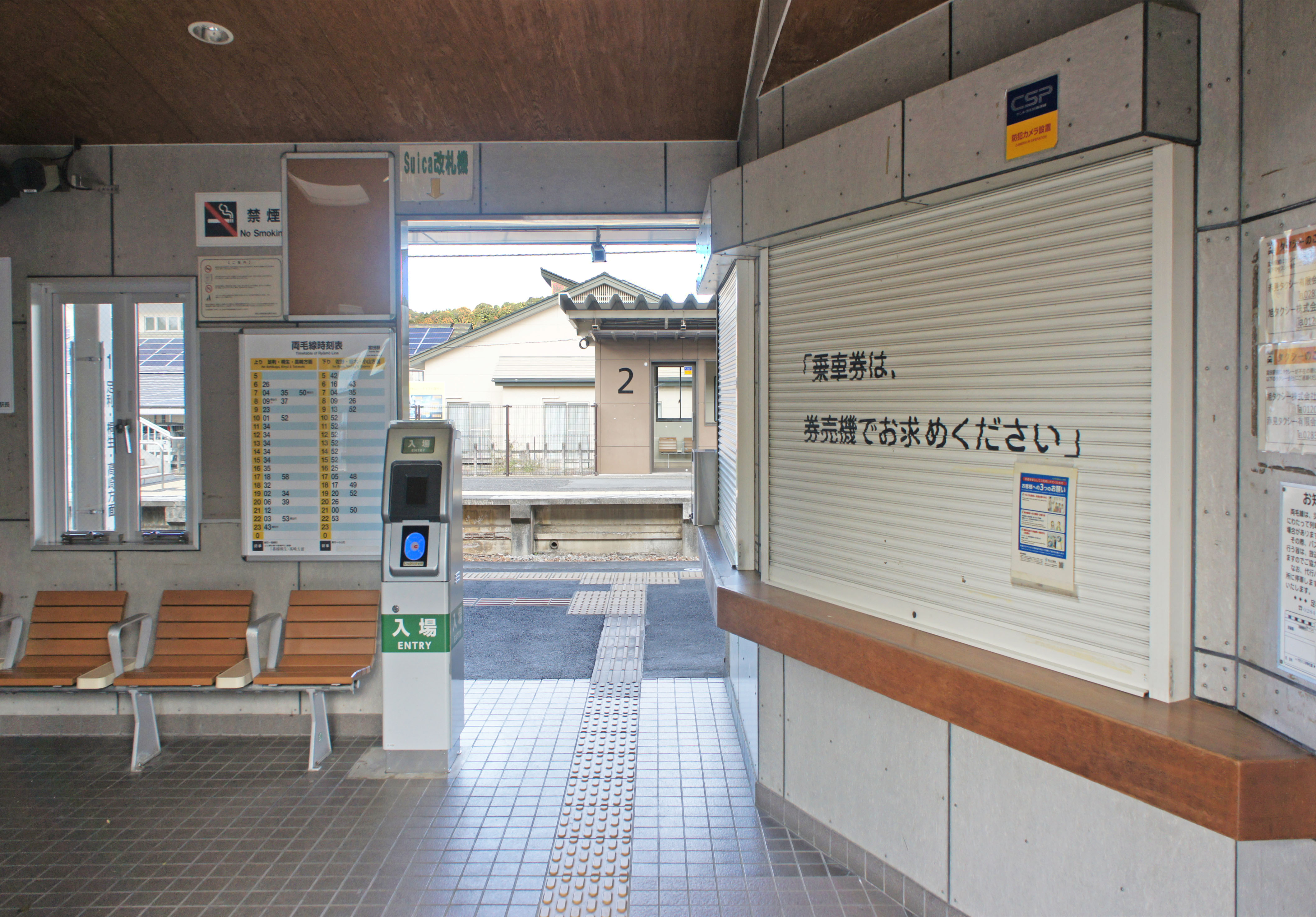
改札口（2021年11月）
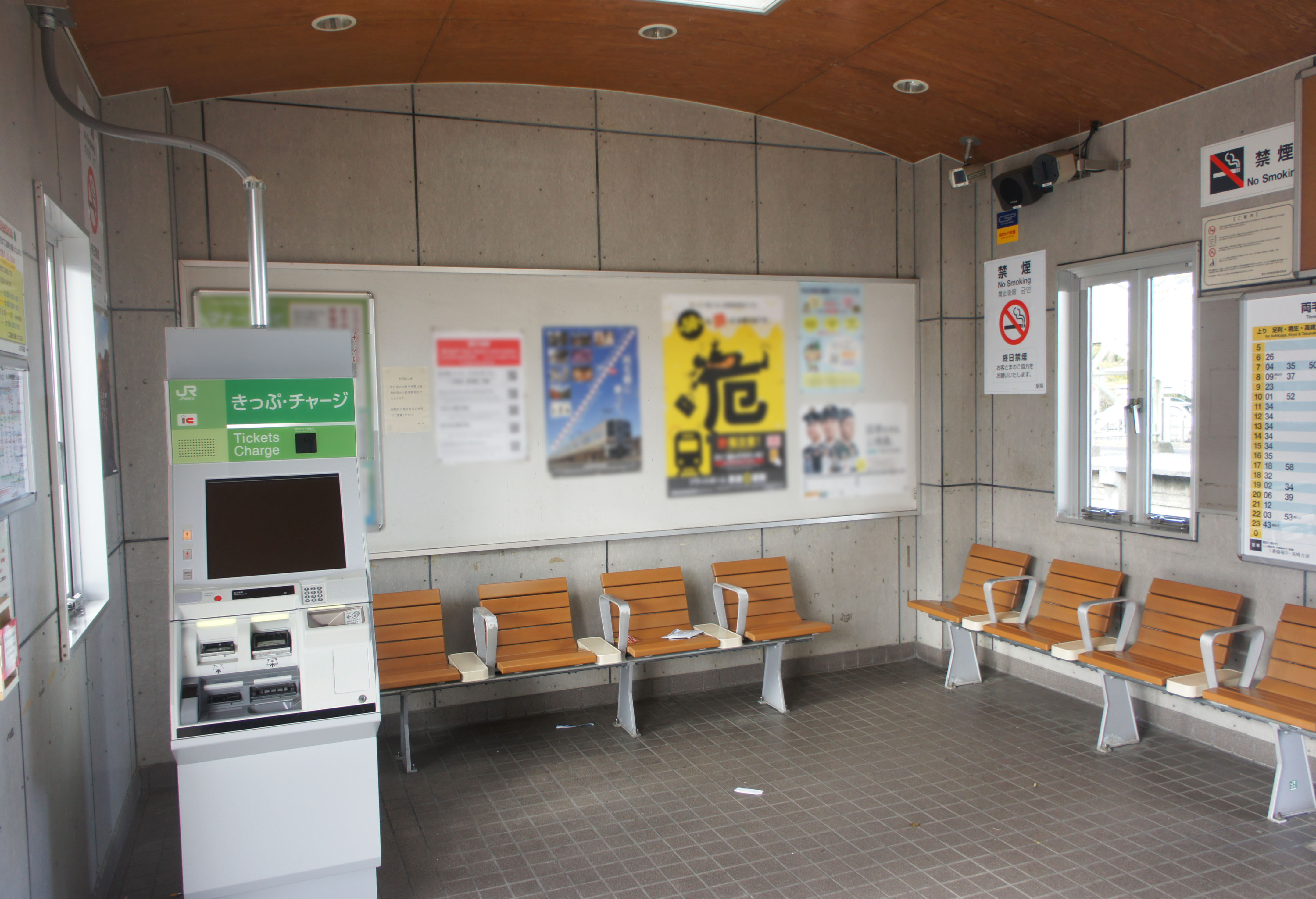
待合室（2021年11月）
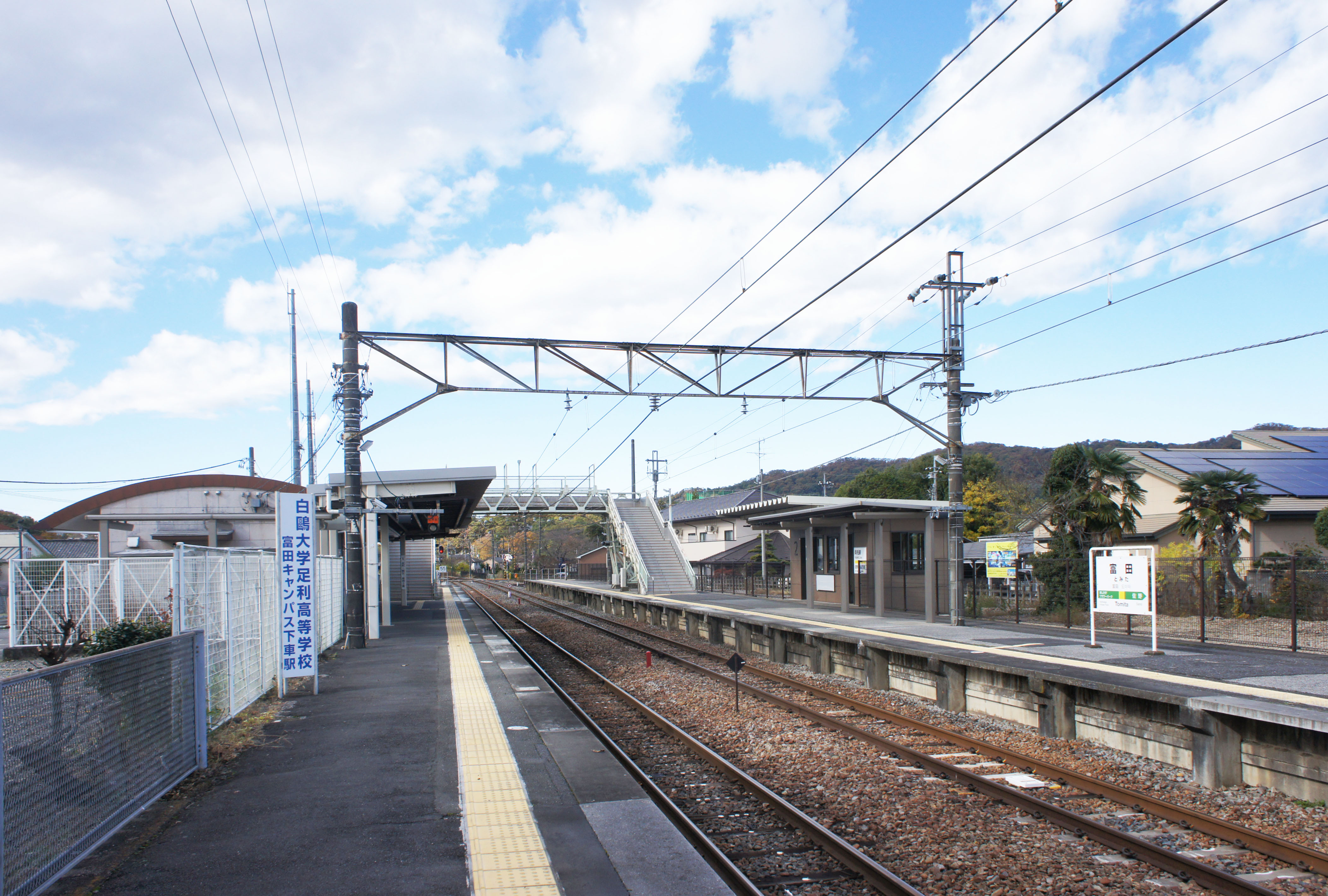
ホーム（2021年11月）

## 利用状況
JR東日本によると、2016年度（平成28年度）の1日平均乗車人員は1,049人であった。
あしかがフラワーパークの大藤開花時期は特に混雑するため、駅舎隣に臨時改札を設置して対応している。2018年4月1日、当駅から足利駅との間、あしかがフラワーパーク北側の道路の向かい側（足利市迫間町）に新駅「あしかがフラワーパーク駅」が開業した。
なお、2000年度（平成12年度） - 2016年度（平成28年度）の推移は以下の通り。
| 乗車人員推移       | 乗車人員推移     | 乗車人員推移    |
| 年度               | 1日平均 乗車人員 | 出典            |
| ------------------ | ---------------- | --------------- |
| 2000年（平成12年） | 946              | [ 利用客数 2 ]  |
| 2001年（平成13年） | 901              | [ 利用客数 3 ]  |
| 2002年（平成14年） | 812              | [ 利用客数 4 ]  |
| 2003年（平成15年） | 865              | [ 利用客数 5 ]  |
| 2004年（平成16年） | 897              | [ 利用客数 6 ]  |
| 2005年（平成17年） | 923              | [ 利用客数 7 ]  |
| 2006年（平成18年） | 890              | [ 利用客数 8 ]  |
| 2007年（平成19年） | 963              | [ 利用客数 9 ]  |
| 2008年（平成20年） | 987              | [ 利用客数 10 ] |
| 2009年（平成21年） | 953              | [ 利用客数 11 ] |
| 2010年（平成22年） | 886              | [ 利用客数 12 ] |
| 2011年（平成23年） | 823              | [ 利用客数 13 ] |
| 2012年（平成24年） | 845              | [ 利用客数 14 ] |
| 2013年（平成25年） | 884              | [ 利用客数 15 ] |
| 2014年（平成26年） | 828              | [ 利用客数 16 ] |
| 2015年（平成27年） | 947              | [ 利用客数 17 ] |
| 2016年（平成28年） | 1,049            | [ 利用客数 1 ]  |

## 駅周辺
- 白鷗大学足利高等学校富田キャンパス
- 栃木県産業技術大学校県南校
- あしかがフラワーパーク
- 栗田美術館
- 迫間自然観察公園
- 足利小山信用金庫富田支店
- 皆川病院
- とちぎコープ生活協同組合足利センター
- 足利市富田公民館
- 富田郵便局

## バス路線
駅南側の栃木県道67号桐生岩舟線沿いに設置されている「富田駅」停留所から、あしバスアッシー（足利市生活路線バス）の路線がアピタ方面、岡崎山方面へと発着する。
また、「富田駅入口」停留所からは、足利中央観光バスが運行する高速バスが、羽田空港方面、運転免許センター方面へと発着する。

## 隣の駅
東日本旅客鉄道（JR東日本）
■両毛線
佐野駅 - 富田駅 - あしかがフラワーパーク駅

### 記事本文
1. 1 2 3 4 5  『週刊 JR全駅・全車両基地』 12号 大宮駅・野辺山駅・川原湯温泉駅ほか、朝日新聞出版〈週刊朝日百科〉、2012年10月28日、22頁。
2. 1 2 3 4 5 6 7  石野哲（編）『停車場変遷大事典 国鉄・JR編 Ⅱ』（初版）JTB、1998年10月1日、459頁。ISBN 978-4-533-02980-6。
3. 1 2 3 4  『両毛線新駅「あしかがフラワーパーク駅」が2018年4月1日に開業します!』（PDF）（プレスリリース）東日本旅客鉄道高崎支社、2017年12月7日。オリジナルの2019年6月8日時点におけるアーカイブ。2020年6月8日閲覧。
4. ↑  “首都圏エリア” (PDF).   東日本旅客鉄道株式会社. 2019年9月15日時点のオリジナルよりアーカイブ。2019年9月15日閲覧。
5. 1 2  『「あしかがフラワーパーク駅」ご利用の際の運賃・料金の取扱い変更について』（PDF）（プレスリリース）東日本旅客鉄道高崎支社、2020年1月31日。オリジナルの2020年1月31日時点におけるアーカイブ。2020年1月31日閲覧。
6. ↑  「通報 ●福知山線石生駅ほか147駅の駅員無配置について（旅客局）」『鉄道公報号外』日本国有鉄道総裁室文書課、1985年3月12日、15-16面。

### 利用状況
1. 1 2  “各駅の乗車人員（2016年度）”.   東日本旅客鉄道. 2019年3月21日閲覧。
2. ↑  “各駅の乗車人員（2000年度）”.   東日本旅客鉄道. 2019年3月21日閲覧。
3. ↑  “各駅の乗車人員（2001年度）”.   東日本旅客鉄道. 2019年3月21日閲覧。
4. ↑  “各駅の乗車人員（2002年度）”.   東日本旅客鉄道. 2019年3月21日閲覧。
5. ↑  “各駅の乗車人員（2003年度）”.   東日本旅客鉄道. 2019年3月21日閲覧。
6. ↑  “各駅の乗車人員（2004年度）”.   東日本旅客鉄道. 2019年3月21日閲覧。
7. ↑  “各駅の乗車人員（2005年度）”.   東日本旅客鉄道. 2019年3月21日閲覧。
8. ↑  “各駅の乗車人員（2006年度）”.   東日本旅客鉄道. 2019年3月21日閲覧。
9. ↑  “各駅の乗車人員（2007年度）”.   東日本旅客鉄道. 2019年3月21日閲覧。
10. ↑  “各駅の乗車人員（2008年度）”.   東日本旅客鉄道. 2019年3月21日閲覧。
11. ↑  “各駅の乗車人員（2009年度）”.   東日本旅客鉄道. 2019年3月21日閲覧。
12. ↑  “各駅の乗車人員（2010年度）”.   東日本旅客鉄道. 2019年3月21日閲覧。
13. ↑  “各駅の乗車人員（2011年度）”.   東日本旅客鉄道. 2019年3月21日閲覧。
14. ↑  “各駅の乗車人員（2012年度）”.   東日本旅客鉄道. 2019年3月21日閲覧。
15. ↑  “各駅の乗車人員（2013年度）”.   東日本旅客鉄道. 2019年3月21日閲覧。
16. ↑  “各駅の乗車人員（2014年度）”.   東日本旅客鉄道. 2019年3月21日閲覧。
17. ↑  “各駅の乗車人員（2015年度）”.   東日本旅客鉄道. 2019年3月21日閲覧。